# Station Leangen
Station Leangen is een spoorwegstation in Leanger in het oosten van de Noorse gemeente Trondheim. Het station werd in 1881 geopend en ligt zowel aan de ringlijn van Trondheim, de Stavne-Leangenbanen, als aan Nordlandsbanen en Meråkerbanen. Alleen de stoptreinen tussen Lerkendal - Trondheim-S en Steinkjer maken gebruik van het station.